# Rufino (príncipe dos ofícios)
Rufino (em latim: Rufinus) foi um oficial romano do século IV, ativo sob o imperador Constâncio II (r. 337–361). Ele serviu como príncipe dos ofícios (em latim: princeps officii) sob o prefeito pretoriano da Ilíria Loliano Mavórcio. Em 355, relatou a Constâncio que Africano estava a conspirar com outros oficiais e foi recompensado com seu ofício sendo estendido por mais dois anos. Em 356/7, fez acusações contra um homem chamado Dano, mas foi executado por adultério e calúnia.